# Madeline Willers
 (janvier 2025).
Si vous disposez d'ouvrages ou d'articles de référence ou si vous connaissez des sites web de qualité traitant du thème abordé ici, merci de compléter l'article en donnant les références utiles à sa vérifiabilité et en les liant à la section « Notes et références ».
Madeline Willers (née le 5 septembre 1994 à Backnang) est une chanteuse allemande.

## Biographie
Parallèlement à l'école, Willers suit une formation de chant classique. Sur cette base, elle prend des cours de pop et de chant avec divers professeurs de chant. En juin 2014, elle obtient l'abitur.
Son premier EP, Bauchgefühl, produit par Torsten Bader, sort en novembre 2013. En 2015, Willers sort ses deux singles Bis zum Himmel und zurück et Uns gehört die Nacht, produits par Ivo Moring. Elle se produit ensuite, notamment en première partie d'Andreas Gabalier au Porsche-Arena.
Son premier album, Wir sind ewig, paraît le 24 mars 2017. Elle est l'auteur et la compositrice de quelques titres comme Bessere Hälfte, C'est la vie. De plus, elle crée sa propre maison de disques, Willers Records, avec des membres de sa famille. Il est l'occasion d'une tournée dans plusieurs villes d'Allemagne.

## Discographie
Album et EP
- 2013: Bauchgefühl (EP)
- 2017: Wir sind ewig

Singles
- 2015 : Bis zum Himmel und zurück
- 2015 : Uns gehört die Nacht
- 2016 : Bessere Hälfte
- 2017 : 24/7
- 2017 : Frei wie der Wind
- 2017 : Herzschlag (unplugged)
- 2017 : C'est la vie
- 2017 : Bessere Hälfte (unplugged)
- 2018 : Eine Welt

## Source de la traduction
- (de) Cet article est partiellement ou en totalité issu de l’article de Wikipédia en allemand intitulé « Madeline Willers » (voir la liste des auteurs).